# Volvo F4
Volvo F4/(F6) är en serie lastbilar tillverkade av lastbilstillverkaren Volvo Lastvagnar mellan åren 1975–1986. F6 är en serie med större motor. Dessa lastbilar användes ofta som paketbilar.

## Volvo F4/F6
Volvo F4/F6 är en serie lastbilar av den mindre skalan och användes ofta som paketbilar. Konstruktionen var rostkänslig.